# Edición especial Gira 98
Discografía Completa: Edición Especial Gira 98 es un cuádruple álbum recopilatorio de Alejandro Sanz lanzado con motivo de la gira del exitoso álbum más.

## Lista de canciones

### CD1 (Viviendo Deprisa)
1. Los dos cogidos de la mano - 5:02
2. Pisando fuerte - 4:28
3. Lo que fui es lo que soy - 4:40
4. Todo sigue igual - 5:13
5. Viviendo deprisa - 3:17
6. Se le apagó la luz - 4:46
7. Duelo al amanecer - 3:31
8. Completamente loca - 3:32
9. Toca para mi - 4:07
10. Es este amor - 3:34

### CD2 (Si Tú Me Miras)
1. Si tú me miras - 4:14
2. Tu letra podré acariciar - 3:34
3. El escaparate - 4:46
4. Cómo te echo de menos - 4:00
5. Cuando acabas tú - 4:01
6. Mi primera canción - 4:36
7. Vente al más allá - 3:56
8. Qué no te daría yo - 3:34
9. Este pobre mortal - 3:36
10. A golpes contra el calendario - 5:02

### CD3 (3)
1. La fuerza del corazón - 5:05
2. Por bandera - 4:59
3. Mi soledad y yo - 4:57
4. Ellos son así - 4:39
5. Quiero morir en tu veneno (D'Romy Ledo, Adolfo Rubio, Alejandro Sanz) - 4:02
6. ¿Lo ves? - 3:48
7. Canción sin emoción - 4:48
8. Eres mía - 5:25
9. Ese que me dio vida - 3:58
10. Se me olvidó todo al verte - 4:39
11. ¿Lo ves? (piano y voz) - 3:35

### CD4 (Más)
1. Y ¿si fuera ella? - 5:22
2. Ese último momento - 5:04
3. Corazón partío - 5:46
4. Siempre es de noche - 4:47
5. La margarita dijo no - 4:52
6. Hoy que no estás - 5:10
7. Un charquito de estrellas - 4:50
8. Amiga mía - 4:48
9. Si hay Dios... - 5:36
10. Aquello que me diste - 4:46